# Jean-Luc Brassard
Jean-Luc Brassard (n. 24 august 1972, Salaberry-de-Valleyfield⁠(d), provincia Québec, Canada) este un sportiv ce a reprezentat Canada, medaliat olimpic. A participat la o ediție a Jocurilor Olimpice (1994) în care a câștigat o medalie de aur.

## Participări
Lista de mai jos prezintă principalele competiții la care a participat Jean-Luc Brassard de-a lungul carierei.
- freestyle skiing at the 1994 Winter Olympics – men's moguls[*]